# Microcos barombiensis
Microcos barombiensis är en malvaväxtart som först beskrevs av Karl Moritz Schumann, och fick sitt nu gällande namn av Martin Roy Cheek. Microcos barombiensis ingår i släktet Microcos och familjen malvaväxter. Inga underarter finns listade i Catalogue of Life.